# Julie Rechagneux
Julie Rechagneux (ur. 24 stycznia 1996 w Clermont-Ferrand) – francuska polityk i działaczka samorządowa, posłanka do Parlamentu Europejskiego X kadencji.

## Życiorys
Uzyskała magisterium z prawa publicznego na Uniwersytecie w Bordeaux. W 2013 zaangażowała się w działalność polityczną w ramach Frontu Narodowego, przekształconego w 2018 w Zjednoczenie Narodowe. Pracowała we frakcji radnych tej partii w regionie. Została radną miejską w Lormont, a w 2021 radną regionalną w Nowej Akwitanii. W wyborach w 2024 uzyskała mandat deputowanej do Europarlamentu X kadencji.